# Rai-Funkhaus Bozen
Das Rai-Funkhaus Bozen (italienisch Sede Rai di Bolzano) ist der Sitz einer der 21 Regionaldirektionen der öffentlich-rechtlichen Rundfunkgesellschaft Rai. Es befindet sich in der Südtiroler Hauptstadt Bozen.
Im Gegensatz zu den anderen Regionalfunkhäusern beherbergt es drei redaktionell getrennte Abteilungen, die Programme auf Italienisch, Deutsch und Ladinisch erstellen und jeweils über die drei regionalen Fernseh- und Radiosender Rai Alto Adige (in Kooperation mit dem Rai-Sitz Trient), Rai Südtirol und Rai Ladinia ausstrahlen.
Die 1928 gegründete Niederlassung der Rai operierte zunächst jahrzehntelang von ihrem Sitz in der Sparkassenstraße aus, ehe sie 1960 in einen Neubau am Mazziniplatz übersiedeln konnte. Das moderne Funkhaus war dort 1959 nach einem Entwurf der Architekten Gigi Dalla Bona und Guido Pelizzari errichtet worden.